# Taoizm na Tajwanie

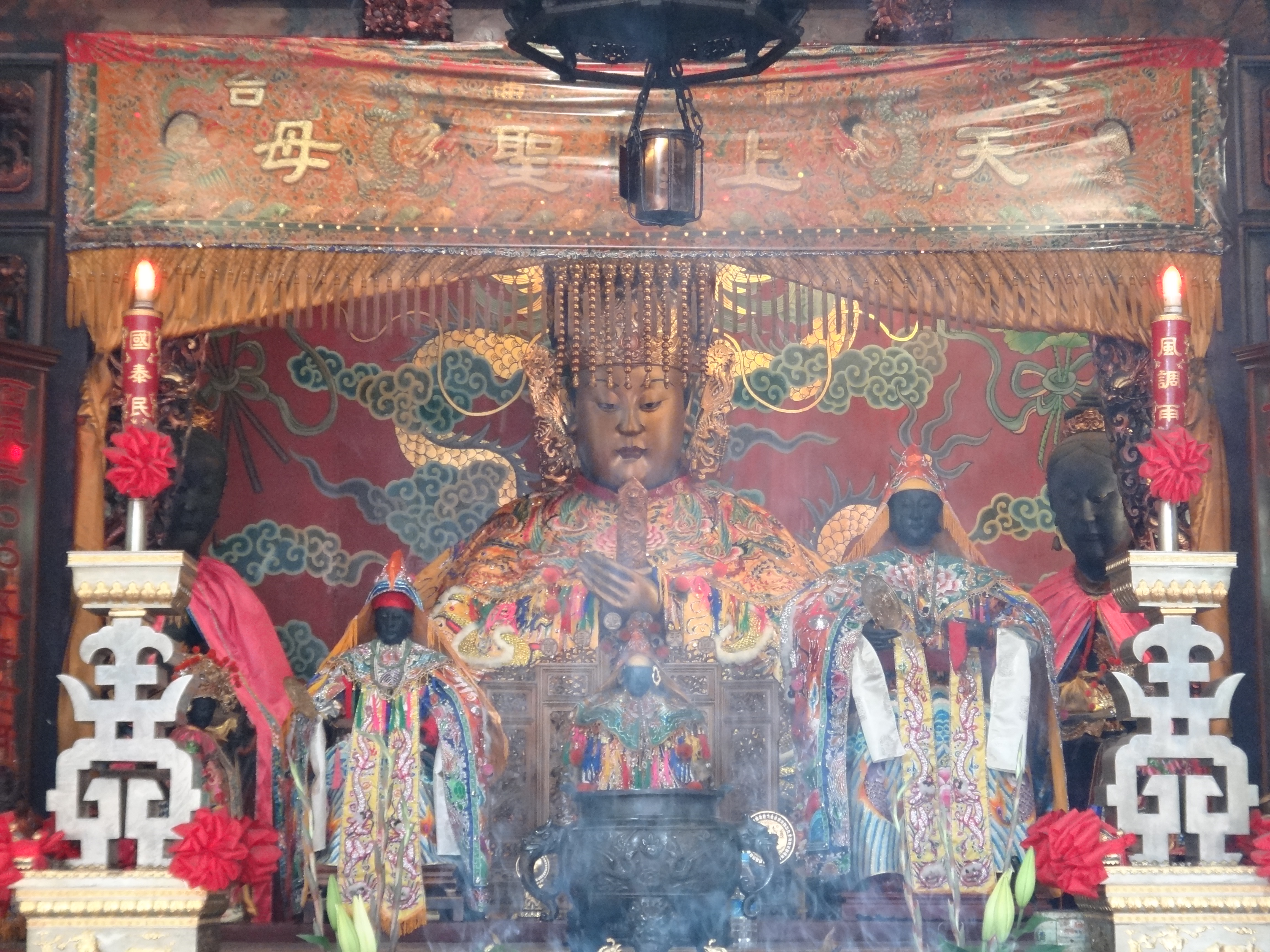
Posąg Mazu w świątyni w Tainanie

Taoizm na Tajwanie – taoizm jest drugą pod względem popularności religią we współczesnej Republice Chińskiej zaraz po buddyzmie. W całym społeczeństwie jest około 33% wyznawców tego systemu religijno-filozoficznego.
Religijność na Tajwanie charakteryzuje się niezwykłym zróżnicowaniem wierzeń i praktyk religijnych. Mało jest osób praktykujących jedną religię. Jeśli wyznawca praktykuje taoizm lub buddyzm, „zapożycza” wiele obrzędów z tradycji ludowych. Większa część panteonu bóstw czczonych przez Tajwańczyków ma swój rodowód na kontynencie chińskim. Niewiele jest bóstw lokalnych. Jednym z nich jest bóstwo Yimin czczone przez ludność Hakka. Do podstawowych bóstw czczonych przez Tajwańczyków, przywoływanych w czasie m.in. ceremonii pogrzebowych lub obrzędach odbywających się w świątyniach, można zaliczyć boginię Mazu, Guanyin, Guan Gonga, Nefrytowego Cesarza i legendarnego władcę Huang Di, czyli Żółtego Cesarza. Na Tajwanie znajduje się ponad 8 000 świątyń taoistycznych. Większość z tych świątyń poświęcona jest Najwyższemu Bóstwu Mazu (lub Matsu), Najwyższemu Cesarzowi i bóstwu Xuan Wu. Mazu jest boginią, której kult rozprzestrzenił się szczególnie na Tajwanie i w południowej części Chin kontynentalnych.

## Tradycje taoistyczne
Większość taoistycznych kapłanów funkcjonujących na Tajwanie przynależy do Sekty Ortodoksyjnej Jedności (Zhengyi Dao, 正一道), której korzenie sięgają jeszcze tradycji Sekty Pięciu Miar Ryżu. Tradycja Szkoły Pięciu Miar Ryżu (Wudoumi Dao, 五斗米道) sięga II wieku n.e. Tradycja jest związana z postacią Zhang Daolinga. Według mitologii, doznał objawienia dao na górze Huming (Huming Shan, 鹄鸣山). 
Po tym wydarzeniu resztę życia poświęcił doktrynie taoistycznej, szczególny nacisk kładąc na badania związane z nieśmiertelnością. Grupa uczniów skupiająca się wokół osoby Zhang Daolinga została nazwana szkołą pięciu miar ryżu, ponieważ każdy kto chciał przyłączyć się do mistrza musiał wnieść opłatę w wysokości pięciu miar ryżu. Zhang Daoling po śmierci został nazwany Niebiańskim Mistrzem (Tianshi, 天師). Z czasem tradycja ta przekształciła się w Szkołę Niebiańskich Mistrzów, której gałąź stanowi Sekta Ortodoksyjnej Jedności popularna na Tajwanie. Jeszcze inni przynależą do Szkoły Najwyższej Doskonałości. Inne popularne sekty działające na Tajwanie, to: Sekta Góry Wudang oraz Sekta Góry Kongtong. 
Głównymi organizacjami taoistycznymi działającymi na Tajwanie są:
- Tajwańskie Towarzystwo Taoistyczne
- Chińskie Towarzystwo Taoistyczne

Taoizm praktykowany na Tajwanie ma swoje korzenie w Chinach kontynentalnych. Tym samym tajwańscy taoiści często odbywają pielgrzymki do świętych miejsc położonych w Chińskiej Republice Ludowej. Organizowanych jest wiele działań mających na celu promowanie kontaktów taoistów na Tajwanie i w ChRL.
W latach 1960. na Tajwanie rozpoczęły się intensywne studia nad taoizmem. W tym samym czasie w Republice Chińskiej został wznowiony kanon taoistyczny w edycji skróconej. Podstawowy kanon taoistyczny zawiera obszerne pisma filozoficzne, religijne, alchemiczne, podręczniki do wykonywanych obrzędów oraz mitologię. Po wydaniu na Tajwanie skróconego kanonu taoistycznego, w Republice Chińskiej rozpoczęto na szeroką skalę studia nad taoizmem.

## Święta taoistyczne

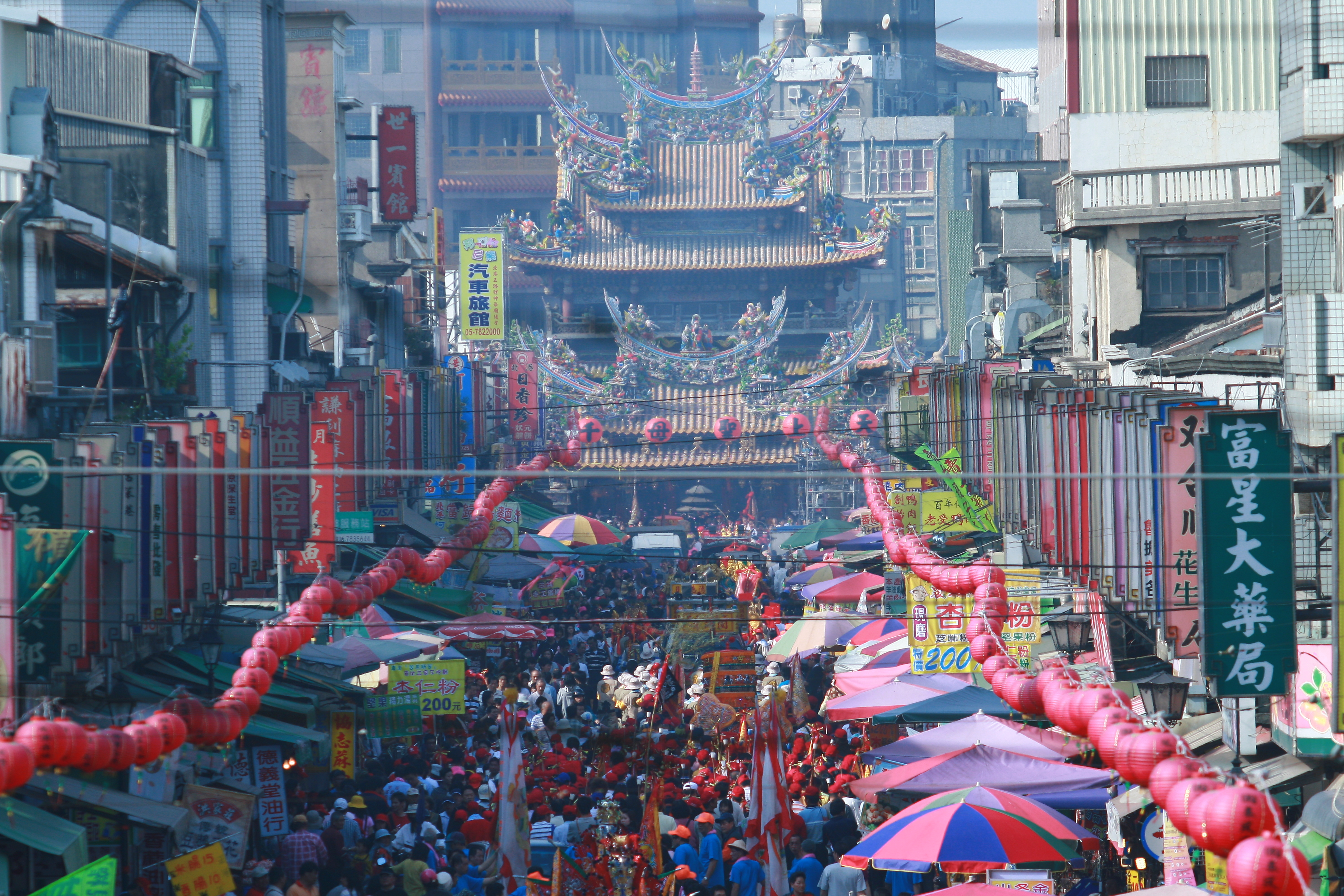
Święto ku czci Mazu przed świątynią Chaotian

Na Tajwanie raz na jakiś czas odbywa się wielka uroczystość z okazji tradycyjnego święta taoistycznego zwanego Wielką Ofiarą (Dajiao, 大醮). Obchody święta na cześć wspólnoty taoistycznej odbywają się średnio co sześć lat w Pekinie, w Hongkongu i na Tajwanie. Między tym sześcioletnim cyklem, organizowane są również mniejsze święta także poświęcone Wielkiej Ofierze. W Republice Chińskiej święto miało miejsce w 1980 roku w mieście Gaoxiong, w 1984 roku w Tainanie i w 1998 roku w Tajpej. Obchody były organizowane na cześć Lü Dongbina (呂洞賓) - bóstwa, które zalicza się do taoistycznych grupy Ośmiu Nieśmiertelnych.

## Świątynie taoistyczne

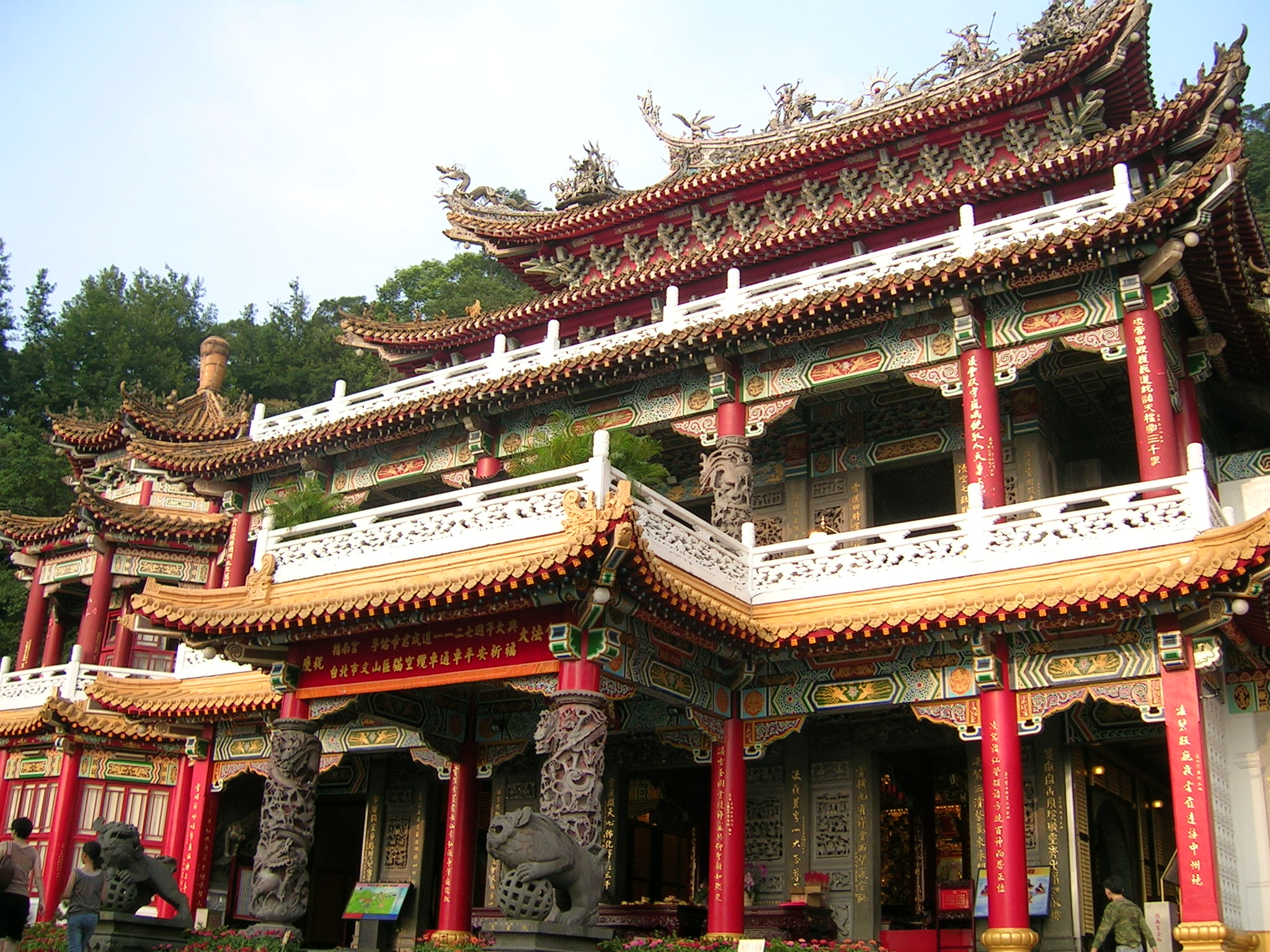
Świątynia Zhinan

W mieście Tainan w Głównej Świątyni Niebiańskiego Ołtarza (Taiwan Shoumiao Tiantan, 台湾首庙天坛) mieści się sanktuarium poświęcone Nefrytowemu Cesarzowi (Yu Huang, 玉帝). Świątynia zbudowana jest z kamieni przywiezionych z Chin kontynentalnych i jest delikatnie rzeźbiona. Na zewnątrz głównej sali świątynnej, na głównej kolumnie wisi pozioma tablica z chińskim znakiem yi (一). Tablica jest jedną z trzech takich znanych płyt na Tajwanie. Inną popularną świątynią jest świątynia Zhinan (chiń. trad. 指南宫; pinyin Zhinan Gong; Wade-Giles Chih-nan Kung), znana też jako świątynia Xiangong Miao, 仙公庙. Jest to największa świątynia w Tajpej. Świątynia położona jest na górze Zhinan w dzielnicy Wenshan. Mieści się tam również Chińska Akademia Taoistyczna. 
Kolejną ważną świątynią poświęconą bogini Mazu jest świątynia Chaotian (chiń. trad. 朝天宫; pinyin Cháotiāngōng), nazywana również świątynią Beigang Mazu, od miejscowości, w której znajduje się świątynia. W świątyni mieści się dobrze zachowana korona bogini Mazu wykonana w okresie dynastii Qing. Jest to najważniejsze miejsce kultu tego bóstwa na Tajwanie. 
Innym ważnym ośrodkiem religijnym jest świątynia Xingtian (chiń. 行天宫). Ośrodek został wybudowany w 1943 roku, w Tajpej. Bóstwo, któremu jest poświęcone to miejsce znane jest jako Guan Yu (关羽, inna nazwa - Guan Di). Jest to bóg odpowiadający za finanse i dochody, który za życia był znany jako cesarski dowódca, po śmierci zaś został wyniesiony do rangi Bóstwa Handlu. W mieście Tainan z kolei usytuowana jest Świątynia Boga Miasta Tainan (Tainanfu Chenghuang Miao, 台南府城隍庙). Kult bóstw mających za zadanie chronić małe miejscowości i większe miasta zaczął być popularny już w czasach dynastii Tang. Natomiast hierarchiczny charakter bóstw taoistycznych rozwinął się w czasie panowania dynastii Ming.